# DCMR Milieudienst Rijnmond
De DCMR Milieudienst Rijnmond (Dienst centraal milieubeheer Rijnmond of DCMR) is een omgevingsdienst in de provincie Zuid-Holland.

## Werkgebied
De milieudienst werkt in opdracht van de provincie Zuid-Holland en de volgende gemeenten: Albrandswaard, Barendrecht, Capelle aan den IJssel, Goeree-Overflakkee, Krimpen aan den IJssel, Lansingerland, Maassluis, Nissewaard, Ridderkerk, Rotterdam, Schiedam, Vlaardingen en Voorne aan Zee.

## Taken
De milieudienst voert voor de opdrachtgevers de volgende taken uit:
- toezicht en handhaving van milieuregels bij bedrijven;
- aannemen en behandelen van milieuklachten 24 uur per dag;
- monitoren en meten van geluid en de luchtkwaliteit;
- begeleiden van en toezicht op bodemsaneringen;
- adviseren van milieu-eisen bij bedrijven.

## Organisatie
De wethouders van de Rijnmondgemeenten, Goeree-Overflakkee en een gedeputeerde van de provincie Zuid-Holland vormen het algemeen bestuur van de milieudienst. De milieudienst is een gemeenschappelijke regeling, een rechtspersoonlijkheid bezittend openbaar lichaam.
Bij de dienst werken circa 600 medewerkers.